# Tây Ninh (provincie)
Tây Ninh este o provincie în Vietnam.

## Județ
- Tây Ninh
- Tân Biên
- Tân Châu
- Dương Minh Châu
- Châu Thành
- Hòa Thành
- Bến Cầu
- Gò Dầu
- Trảng Bàng

1. ↑   (PDF) https://monre.gov.vn/VanBan/Lists/VanBanChiDao/Attachments/3012/b4.5_Signed.pdf Lipsește sau este vid: |title= (ajutor)
2. ↑   https://www.gso.gov.vn/en/px-web/?pxid=E0201&theme=Population%20and%20Employment Lipsește sau este vid: |title= (ajutor)
3. ↑   https://mabuuchinh.vn/ Lipsește sau este vid: |title= (ajutor)
4. ↑   http://postcode.vn/ Lipsește sau este vid: |title= (ajutor)